# خط رقاع
خط رِقاع از جمله خطوط ششگانه در خوشنویسی اسلامی است که اغلب برای مکاتبات خصوصی بر روی کاغذهایی در ابعاد کوچک یا نگارش کتاب‌ها و جزوات عرفی و غیر مذهبی به غیر قرآن یا ادعیه رواج داشت.

## تاریخچه
پدیدآوردن یا حداقل سامان‌دادن و منزه‌کردن تمامی خطوط ششگانه را از ابتکارات ابن مقله می‌دانند؛ اما در کتاب الفهرست اثر ابن ندیم اختراع این خط به ذوالریاستین فضل بن سهل نسبت داده شده‌است.
این خط از خطوط محبوب خوشنویسان عثمانی بود و توسط خوشنویس مشهور شیخ حمدالله الاماسی (درگذشت: ۹۲۶ ه‍.ق) اصلاحات لازم در آن صورت گرفت. این خط به تدریج توسط دیگر خوشنویسان ساده‌تر شد و به صورت خط رقعه درآمد که امروزه از رایج‌ترین و متداول‌ترین خطوطی است که در سرتاسر دنیای عرب به‌کار می‌رود.

## معنی لغوی
کلمه رِقاع جمع رُقعَة است به معنی پاره‌ها و نوشته‌های مختصر و به معنی صفحهٔ کوچک است.

## ویژگی‌ها
این خط از ترکیب و تغییر دو خط نسخ و ثلث ایجاد شده و شباهت بسیار زیادی به خط توقیع دارد که بیشتر برای امضاء کردن آثار به‌کار می‌رفت. تفاوت خط توقیع با رقاع بیشتر در درشتی و ضخامت ِ بیشتر حروف نسبت به رقاع هستند و قوس‌ها نیز کم انحناترند.در این خط کلمات جمع تر و فشرده تر شده و بیشتر در عناوین وشرح بر قرآن‌ها و ادعیه وقطعات کاربرد دارد و در حد خود خطی واضح و روشن است.

## کاربرد
خط رقاع بر اثر نیاز به تندنویسی و مختصرنوشتن، در مکاتبان به‌کار می‌رفته‌است و اغلب بر روی کاغذهایی در ابعاد کوچک نوشته می‌شده یا در نگارش کتاب‌های عرفی و غیر مذهبی به‌کار می‌رفته است.
از نظر تشابه و مقایسه، جایگاه رقاع در مقابل خطوطی مانند نسخ و ثلث در خطوط ششگانه، شبیه به خط شکسته نستعلیق در مقابل خط نستعلیق در خوشنویسی ایرانی است.